# Boycobo
Boycobo (auch: Boicobo) ist eine Ortschaft im Departamento Chuquisaca im südamerikanischen Anden-Staat Bolivien.

## Lage im Nahraum
Boycobo ist zentraler Ort des Kanton Boycobo im Municipio Huacaya in der Provinz Luis Calvo. Die Ortschaft liegt auf einer Höhe von 936 m am linken Ufer des Río Huacaya, der etwa 70 km weiter südlich in den Río Pilcomayo mündet. Sechs Kilometer östlich der Ortschaft verläuft die Voranden-Kette der Serranía Huacaya, die hier Höhen von bis über 1.700 m erreicht.

## Geographie
Boycobo liegt im Bereich der winterfeuchten Subtropen, zwischen der Bergregion der Cordillera de Tajsara o Tarachaca im Westen und dem bolivianischen Chaco im Osten.
Die Jahresdurchschnittstemperatur der Region liegt bei 23 °C (siehe Klimadiagramm Cuevo), die Monatswerte schwanken zwischen 18 °C im Juni und Juli und 26 °C von November und Januar. Das Klima ist semihumid und weist eine deutliche Trockenzeit von Mai bis September mit Monatsniederschlägen von weniger als 20 mm auf; der Jahresniederschlag liegt bei knapp 800 mm, von Dezember bis März werden Monatswerte von 110 bis 160 mm erreicht.

## Verkehrsnetz
Boycobo liegt 396 Straßenkilometer südlich von Santa Cruz, der Hauptstadt des Departamentos.
Von Santa Cruz führt die asphaltierte Nationalstraße Ruta 9 über Abapó, Ipitá und Camiri nach Boyuibe und weitere 187 Kilometer bis Yacuiba an der bolivianischen Südgrenze zu Argentinien. Zwanzig Kilometer vor Boyuibe zweigt von der Ruta 9 in südwestlicher Richtung eine unbefestigte Landstraße ab, die nach fünfzehn Kilometern die Ortschaft Cuevo erreicht und weiter in westlicher Richtung führt. Fünfzehn Kilometer westlich von Cuevo zweigt eine unbefestigte Straße nach Süden ab und erreicht Boycobo nach weiteren 37 Kilometern.

## Bevölkerung
Die Einwohnerzahl der Ortschaft ist in den vergangenen beiden Jahrzehnten um ein Drittel angestiegen:
| Jahr | Einwohner | Quelle       |
| ---- | --------- | ------------ |
| 1992 | 195       | Volkszählung |
| 2001 | 215       | Volkszählung |
| 2012 | 264       | Volkszählung |
| 2024 |           | Volkszählung |

Die Region weist einen deutlichen Anteil an Guaraní-Bevölkerung auf, im Municipio Huacaya sprechen 48,6 Prozent der Bevölkerung Guaraní.